# Llista de comtes de Forcalquer

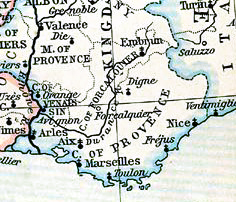
El comtat de Forcalquer, entre comtat i marquesat de Provença

Les regles de successió del comtat de Provença volien que els fils d'un comte li succeeixin junts i regnin sobre el comtat de manera indivisa. El comte Folc Bertran va posseir també el castell de Forcalquer.
La família comtal de Provença es va acabar l'any 1093 i tres famílies es van compartir a continuació Provença: la casa de Tolosa, la de Barcelona i la d'Urgell Els conflictes d'interessos entre aquestes famílies no van mantenir la indivisió sobre el comtat i a la sortida de les guerres baussenques es va fer un repartiment del comtat entre les tres cases.
Els comtes de la casa d'Urgell, descendents de Folc Bertran i posseint Forcalquer, van prendre llavors el títol de comte de Forcalquer.

## Casa de Provença
Pel casal original de Provença (Bosònides):
1019-1051: Folc Bertran de Provença († 1051), comte de Provença, fills de Guillem II, comte de Provença
casat amb Hildegarde
1051-1063/7: Guillem V Bertran de Provença, comte de Provença, fills gran del precedent
casat amb Teresa d'Aragó, a continuació amb Adelaida de Cavenez
1051-1065: Jofré II de Provença, comte de Provença, fills de Folc Bertran
casat amb Ermengarde
1063/7-1129: Adelaida de Provença († 1129), filla de Guillem V i d'Adelaida de Cavenez. Es titula comtessa de Forcalquer
casada amb Ermengol IV († 1092), comte d'Urgell

## Casa d'Urgell
Pel casal d'Urgell:
1129-1129: Guillem III d'Urgell († 1129), fills dels precedents
casat amb Garsenda d'Albon, filla de Guigó III d'Albon, delfí del Vienès
1129-1149: Guigó d'Urgell, fills del precedent
D'una esposa de la qual la història no ha conservat el nom, va tenir un fill, Guillem, mort abans d'ell, i va ser el seu germà Bertran el que el va succeir

1129-1144: Bertran I d'Urgell, germà del precedent
casat amb Josserande de Flota
1144-1207: Bertran II d'Urgell († 1207), fills del precedent
casat a Cecília de Besiers
1144-1209: Guillem IV d'Urgell († 1209), germà del precedent
casat amb Adelaida de Besiers, amb qui tingué:
Garsenda d'Urgell i Forcalquier († abans de 1193), casada el 1178 amb Renyer de Sabran, senyor de Caylar i d'Ansouis, que foren els pares de:
- Garsenda de Sabran o Garsenda de Forcalquer (1180 † 1242), comtessa de Forcalquer, casada el 1193 a Alfons II d'Aragó, comte de Provença
- Beatriu d'Urgell i Forcalquer, casada el 1202 amb Guigó VI, delfí del Vienès

## Casa de Sabran
Pel casal de Sabran:
- 1209-1222: Garsenda de Sabran (1180 † 1242), filla de Rainier de Sabran († 1224), senyor de Caylar, i de Garsenda d'Urgell, ella mateixa noia de Guillem IV

casada amb Alfons II d'Aragó, comte de Provença
- L'any 1209, cedeix els seus drets al seu fill Ramon Berenguer IV de Provença, que reuneix llavors el comtat de Forcalquer al comtat de Provença
- Guillaume de Sabran (1181-1250) : de 1202 a 1220, tempta d'apoderar-se del comtat, abans que Ramon Berenguer IV no ho suplanti. Un arbitratge li concedeix la meitat sud del comtat de Forcalquer, que conserva fins a la seva mort